# Eilema cereola
Eilema cereola là một loài bướm đêm thuộc phân họ Arctiinae, họ Erebidae.